# Conte Orlok
Il Conte Orlok (Graf Orlok in lingua tedesca. 1443-1838), soprannominato Nosferatu, è un personaggio immaginario creato da Friedrich Wilhelm Murnau e Henrik Galeen ed interpretato dall'attore Max Schreck.
Comparso per la prima volta in Nosferatu il vampiro (1922) fu il primo volto vampirico comparso sul grande schermo e segnò un precedente assoluto nell'immaginario collettivo improntato al tema.

## Biografia del personaggio
Nato forse nel 1443 (citato nel film come l'anno di nascita del primo Nosferatu, con probabile riferimento a Orlok), il conte vive in un vasto e fatiscente castello in una zona remota della Transilvania. La sua esistenza è nota agli abitanti della regione vicina (che ne sono terrorizzati) e si presume che egli abbia occasionalmente viaggiato nel corso della sua lunga vita (la sua presenza in una città è di norma accompagnata da pestilenze e calamità).
Nel 1838 dopo aver comprato un edificio di proprietà del giovane Hutter, parte alla volta della Germania, viaggiando nascosto in una cassa colma di terra, lasciando dietro di sé una scia di morte. Dopo aver sterminato l'equipaggio del veliero Empusa che lo trasportava, si stabilisce nel vecchio edificio di Wisborg acquistato dal giovane Hutter. Dopo aver mietuto numerose vittime nella città, ove ha diffuso una terribile pestilenza, scatenando l'isteria e il panico nella popolazione, viene ucciso dalla luce del sole per essersi troppo a lungo trattenuto con la sua vittima Ellen Hutter, moglie di Hutter.

## Concezione e sviluppo

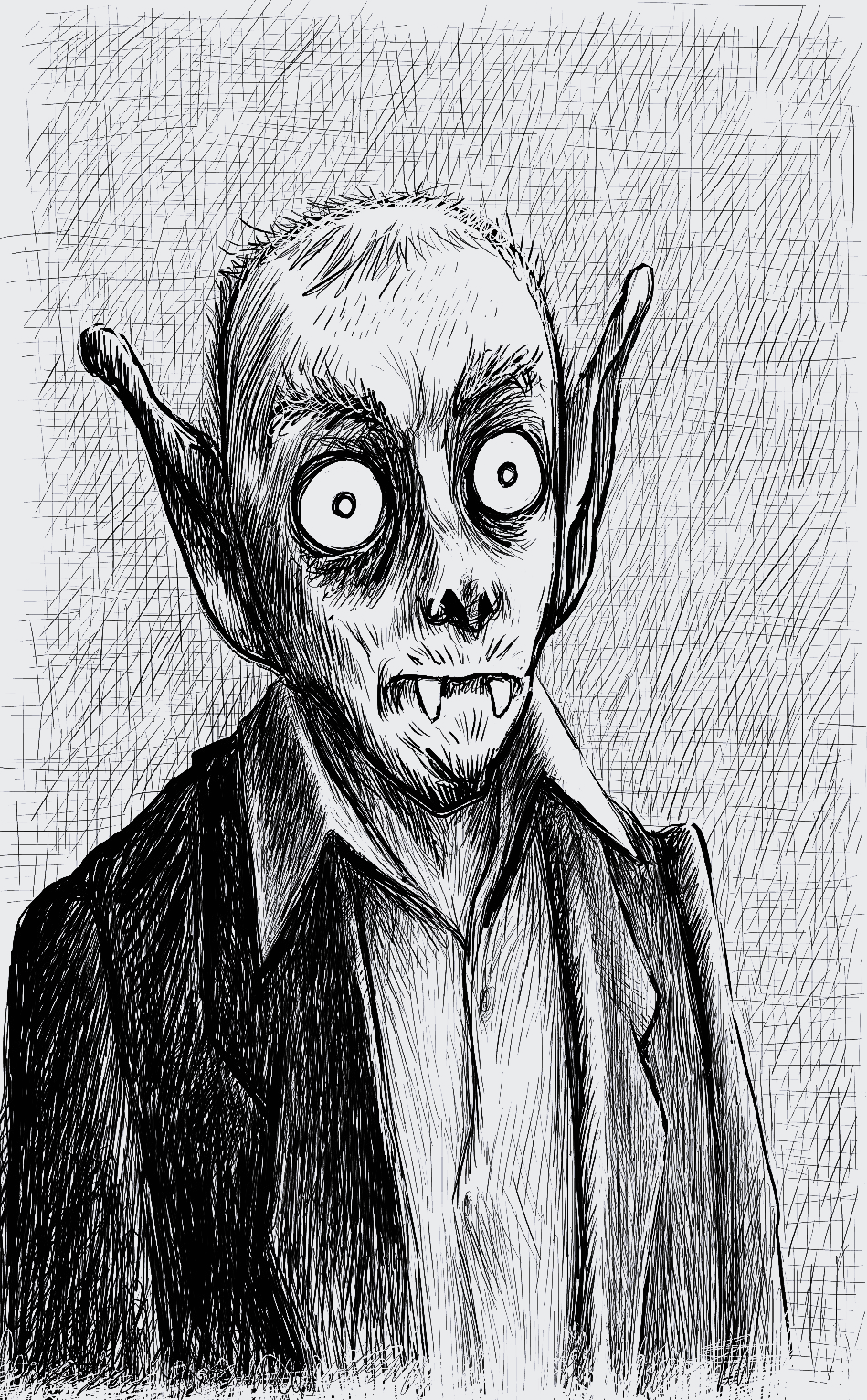
Illustrazione di Graf Orlok

Graf Orlok è fondamentalmente una rilettura fatta da Murnau del personaggio di Dracula, oltre che della tradizionale immagine del vampiro nel folklore slavo. Il nome Orlok è foneticamente affine alla parola ungherese Ordog, ossia Diavolo, così come allo slovacco Vrolok (vampiro o lupo mannaro). Il termine Nosferatu invece, spesso utilizzato nel corso del film non in senso generico ma alla stregua di un nome proprio, riferito ad Orlok, deriva da un lato dal Nosferat (la "u" finale è un'aggiunta posticcia) romeno (non-spirato) dall'altro dal termine greco Nosophoros: "portatore di pestilenza".
Alla sua prima apparizione questo personaggio viene presentato come una creatura ripugnante e mortifera. Con il conte Orlock si delinea, infatti, un vampiro col fisico scheletrico e deforme, dal pallore cadaverico, senza capelli, orecchie a punta e con la tipica dentatura dai lunghi incisivi aguzzi, caratteristiche in contrasto col vampiro letterario della tradizione ottocentesca che, pur incutendo paura e orrore, era anche dotato di un notevole fascino.
L'aspetto sinistro del conte Orlock è sottolineato anche dal suo modo di muoversi: si sposta da una stanza all'altra, cammina come se non poggiasse i piedi a terra ma come se fluttuasse nell'aria. L'ombra di Orlok dà al personaggio un'aura di terrore e di potere: lo si vede in particolare nella scena finale di Nosferatu il vampiro, quando l'ombra sale le scale fino alla camera di Ellen, estendendosi su tutto il muro. Orlok è fuori campo, lo spettatore vede solo l'ombra che cresce e le lunghe dita che si avvicinano alla porta e successivamente sembrano quasi stritolare il cuore di Ellen.

### Interpretazioni

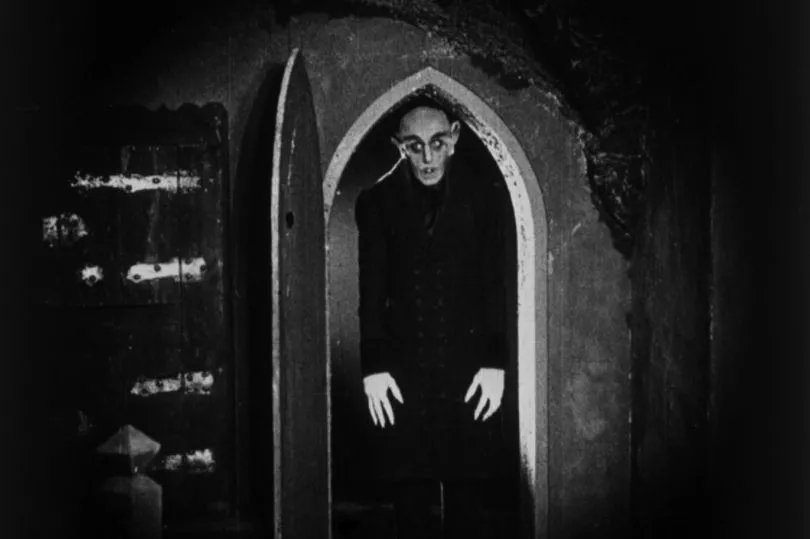
Max Schreck interprete del Conte Orlok in una scena di Nosferatu il vampiro (1922), considerata una delle più terrificanti nella storia del cinema

Nel periodo in cui fu girato Nosferatu si diffusero le teorie di Freud riguardo alla psicoanalisi e l'interpretazione dei sogni; è naturale, quindi, cercare nella pellicola possibili risvolti psicoanalitici che vedrebbero nel conte Orlok dei precisi elementi psichici, delle istanze freudiane. Se nel romanzo di Stoker la figura di Dracula, contrapponendosi alla repressiva e perbenista società vittoriana, incarnava il desiderio-timore di sovversione delle regole sociali e morali, Murnau attua una più specifica interpretazione psicoanalitica. Orlok, in questa chiave, è l'alter ego di Hutter, sfogo delle pulsioni nascoste nell'inconscio del giovane, presentato come un individuo dalla chiara immaturità emotiva (e sessuale), che trova sfogo nella sessualità deviata e aberrante di Orlok, il quale diventa a sua volta la risposta all'inappagamento sessuale di Ellen, al tempo stesso tentata ed inorridita dal mostro.
Una più ampia lettura vede anche in Orlok il precursore del Nazismo. Tale teoria venne espressa da Siegfried Kracauer, il quale affermò:

## Accoglienza

### Influenza culturale

Ombra del Conte Orlok

Se la "vita artistica" del personaggio di Orlok, a differenza del multiforme Dracula, si esaurisce con il film di Murnau la sua influenza sulla cultura popolare è immensa (sotto certi aspetti superiore persino a quella del suo "collega" letterario). Innanzitutto le ormai abusate letture freudiane della figura del vampiro, sebbene intuite anche da Stoker, sono state rese esplicite dal film di Murnau. Persino la morte del vampiro a causa dei raggi solari, ormai un cliché ben noto del genere, risulta assente tanto in Stoker (il cui Dracula si muove alla luce del giorno) quanto nei suoi predecessori, ed è stata introdotta di fatto da Orlok. Soprattutto è l'aspetto fisico del personaggio l'elemento destinato a incidere maggiormente nell'iconografia vampiresca (e non solo), valicando i limiti del cinema e del genere per diventare una delle icone più note e diffuse del nostro secolo, presente su loghi, manifesti, murales, opere pittoriche, serie televisive e film.
Nel 1979 Werner Herzog girò il rifacimento del capolavoro di Murnau, Nosferatu, il principe della notte ma rielaborandolo a suo modo, dandogli significati completamente nuovi e adattandolo ancor più al romanzo di Bram Stoker. Herzog, pur affermando di considerare il film di Murnau la pellicola più importante mai prodotta in Germania e di voler stabilire attraverso il suo film, un collegamento tra il grande cinema tedesco del passato e il cosiddetto "nuovo cinema tedesco", scelse, forse per esigenze commerciali, di utilizzare il nome del personaggio di Stoker, mantenendo comunque, nel vampiro interpretato da Klaus Kinski, tutte le caratteristiche fisiche della figura di Orlok. Rispetto al vampiro di Murnau, la creatura di Herzog è più umana e sensibile, con atteggiamenti romantici tipici degli eroi dei romanzi del diciannovesimo secolo. Inoltre presenta un elemento davvero innovativo rispetto ai precedenti: la parola. La voce del conte è flebile, spezzata e sembra avere un valore catartico. Il desiderio della parola come espressione dell'io è pari solo al desiderio d'amore per Lucy, trasmesso alla donna quasi per telepatia. Per il Nosferatu di Herzog la pena più crudele non è la morte ma un'esistenza senza amore: «La mancanza d'amore è la più abietta delle pene, è una condanna peggiore della morte». Kinski ritornò ad interpretare il vampiro in Nosferatu a Venezia (1988). L'attore si rifiutò categoricamente di rasarsi la testa e di utilizzare il medesimo trucco del film di Herzog. In questo film, Kinski, infatti, ha lunghi capelli bianchi. Il personaggio del vampiro è chiamato semplicemente "Nosferatu" (e non Dracula o Orlok).
Tra le successive apparizioni cinematografiche del personaggio, da segnalare la pellicola L'ombra del vampiro di E. Elias Merhige, che ripercorre la lavorazione del film di Murnau, immaginando che il protagonista fosse davvero un vampiro. In questo film il ruolo di Schreck-Orlok è sostenuto da Willem Dafoe che per questa interpretazione ottenne una candidatura ai premi Oscar come miglior attore non protagonista.
L'impatto del personaggio sulla cultura popolare è stato tale da dare vita a numerose leggende, dovute in parte al sinistro pseudonimo dell'interprete (Massimo Terrore in tedesco), che ha fatto ipotizzare che non si trattasse di un attore realmente esistito (ipotesi del tutto infondata, come dimostra la nutrita carriera teatrale e cinematografica del vero Schreck), ma di un nome fittizio dietro la quale si sarebbe celato, nascosto dal trucco, lo stesso Murnau o addirittura un sedicente o reale vampiro scovato dal regista nei Carpazi (tesi seguita dal film di Mehrige).